# Fischhof Adolf
Fischhof Adolf (Óbuda, 1816. december 8. – Emmersdorf, 1893. március 24.) orvos

## Élete
Fischhof József és Löwy Rozália fia volt. Apja jómódú kereskedő volt Óbudán. 12 éves koráig gondos nevelésben részesült; ettől fogva szülei átköltöztek Pestre, sorsuk rosszabbra fordult s a 14 éves fiú leckeadással volt kénytelen szülein segíteni. Az ötödik gimnáziumi osztályban feltűnt már egy latin versével és a 6-ikban egy szapphói odájával, melyet tanulótársai ki is nyomattak és megzenésítettek. 1836-ban befejezte filozófiai tanulmányait és zsebében 10 forinttal Bécsbe ment, ahol az orvosi tudományokat hallgatta; 1844-ben szigorlatot tett, azután az ottani közkórházban másodorvos volt és 1848. március 13-án a bécsi forradalomban az általános figyelmet magára vonta, az országház előtt az ő szava volt az első szabad szó Ausztriában; a bécsi tanulók küldöttségével Pozsonyba ment. A közbiztonsági választmányban vezérszerepet vitt. Midőn a birodalmi gyűlés megalakult, ő a matzleinsdorfi kerületet képviselte és a császár visszatérése és a halálbüntetés eltörlése mellett szónokolt; augusztus 5-én, augusztus 25-én, augusztus 29-én, október 6-án és október 9-én is felszólalt különböző ügyekben, különösen a robot eltörlése s Theodor Baillet von Latour megmentése tárgyában; 1849. január 8. szintén beszélt Pinka képviselő felszólalása ellen. Képviselői működése alatt a belügyminisztériumban mint miniszteri tanácsos is volt alkalmazva és Galíciába, ahol a kolera kiütött, utazott. Később ezen állásáról lemondott. A kremsieri birodalmi gyűlés feloszlatása után (1849. március 7.) elfogták és csak háromnegyed év múlva bizonyítékok hiánya miatt engedték szabadon. Ezután orvosi gyakorlatot folytatott Bécsben. Az alkotmányos élet kezdetekor ismét a publicisztikai pályára lépett, a dualisztikus állam és a magyar kiegyezés mellett írt; utolsó nyilvános föllépése volt, amikor Ausztria érdekében a népbéke és a cseheknek a németekkel való kibékítése mellett küzdött.

## Munkái
- Oesterreich und die Bürgschaft seines Bestandes. Politische Studie. Wien, 1869.
- A Magyarországgal folytatott kiegyezés idején a Pestere Lloydban is számos cikke jelent meg, melyekben a kiegyezési javaslatokat birálta.
- Ungerrel együtt egy röpiratot tett közzé a magyar kérdés megoldásáról és ezenkívül még több röpirata és cikke jelent meg Bécsben.

Arcképe: kőnyomat Kriehubertől, nyomt. 1848-ban Höfelich J. Bécsben, rézmetszet (Zeitgenossen. N. F. XVII. sz. hely és év n.)